# Specter (I Cavalieri dello zodiaco)
Gli Specter (冥闘士?, Supekutā, lett."Guerrieri degli Inferi") sono un gruppo di personaggi della serie di anime e manga I Cavalieri dello zodiaco. Si tratta dei guerrieri fedeli ad Ade, dio degli Inferi ed indossano armature nere chiamate Sùrplici.
Come per i Cavalieri di Atena Specter è la pronuncia che viene data agli ideogrammi che compongo il loro nome attraverso il furigana e nell'edizione italiana del manga sequel e prequel ufficiale Next Dimension edita da J-Pop si è cercato (come per altri nomi) di mantenere questa particolarità originale scrivendo Specter sopra la traduzione letterale dei kanji. Negli altri adattamenti ci sì è concentrati sul nome Specter, spesso adattandolo (come nel manga Lost Canvas dove il nome è diventato Spettri o nell'adattamento Granata Press dov'era Spectre).

## Descrizione
Sono guerrieri fedeli al dio Ade e alla sua portavoce Pandora. Appaiono nel terzo capitolo del manga (The Hades, dopo la saga del Grande Tempio e quella di Nettuno) nel sequel ufficiale e canonico Next Dimension e nella serie animata canonica I Cavalieri dello zodiaco - Saint Seiya - Hades.
Esistono in totale 108 Specter regolari associati ad altrettante stelle maligne, o Malefiche (Seima), suddivise in Stelle del Cielo e Stelle della Terra, precedentemente imprigionate in una torre in Cina, poco lontano dal Monte Lu. Questa suddivisione e i nomi delle stelle sono presi dall'antico romanzo cinese Shui hu zhuan (lett. Vicino al fiume pubblicato in Italia col titolo I Briganti), dove appaiono 36 guerrieri appartenenti a 36 Stelle del cielo ed altri 72 appartenenti ad altrettante Stelle della Terra che liberatisi da una stele s'incarnano in 108 umani, in modo simile a come fanno gli Specter nella storia entrando nel corpo di altrettanti esseri umani predestinati. Il numero 108 non è casuale, poiché nel Buddismo esso è il numero dei desideri che un uomo deve superare per raggiungere l'Illuminazione.
In quanto spiriti ridestati gli Specter non devono svolgere un addestramento per diventare tali ed ottengono la loro armatura dopo che la Stella Malefica si è risvegliata in loro, inoltre la struttura dell'essere umano può cambiare per adattarsi ad essa.
Come i protagonisti del romanzo anche gli Specter si dividono in Specter del Cielo e della Terra, ma tra i primi ne esistono tre più forti che sono chiamati i tre Giganti degli inferi (冥界三巨头?, Meikai Sankyotō,  adattati anche in Campioni degli inferi o Generali d'Inferno), la cui forza è paragonabile a quella dei cavalieri d'oro; i loro simboli sono la Viverna, il Grifone ed il Garuḍa e le loro stelle sono rispettivamente quelle del Cielo Atroce (天猛星?, Tenmo Sei,  trad. Panini Comics Stella dell'atrocità celeste), del Cielo Nobile (天貴星?, Tenkisei, trad. Panini Comics e J-Pop Stella della Nobiltà Celeste) e del Cielo degli eroi (天雄星?, Tenyo Sei, trad. Panini Comics Stella dell'eroismo celeste, trad J-Pop Stella del valore celeste). Pur essendo gli Specter più potenti sono però sottoposti all'autorità di Pandora.
Di solito il termine "Kyoto" è adattato come "Giudici", in quanto solitamente portano il nome dei Giudici dei morti della mitologia greca (Radamante, Minosse ed Eaco), sebbene nel manga classico si faccia riferimento solo a Minosse come giudice dell'Inferno (riprendendo così la Divina Commedia). Da notare che i Giganti apparsi finora nel nuovo manga Next Dimension mantengano i loro nomi "civili" (Veemer, Suikyo, Chagall). In Lost Canvas questo problema è stato aggirato, rivelando che Eaco ha cambiato nome una volta risvegliatosi come Specter (ciò è valido solo in questa continuity non canonica di Lost Canvas).
Vi sono inoltre i soldati semplici, dotati della stessa corazza uguale nella forma ed indicati col nome di Skeleton di cui l'unico di loro di cui si sappia il nome è Markino, servitore di Lune. In Lost Canvas sono apparse anche delle ancelle al servizio dei vari Specter e di Pandora; si tratta di donne che indossano un abito simile a quello delle suore, ma hanno il volto coperto da un velo. Sia nella serie classica che in Lost Canvas sono infine apparsi degli Specter non regolari, ossia guerrieri resuscitati da Ade, sono quasi tutti ex-Cavalieri di Atena riportati in vita, ad eccezione di Partita di Owl e di Atavaka.
Fanno parte dell'esercito di Ade anche le divinità agli ordini del dio dei morti, ossia gli dei Gemelli Hypnos e Thanatos e gli dèi dei sogni agli ordini del primo (visti unicamente in Lost Canvas) che in quanto divinità sono superiori a Pandora.

## Elenco degli Specter

### Serie classica
Nota: visto l'elevato numero di adattamenti uno stesso personaggio può avere più nomi differenti, che saranno riportati tra parentesi accanto al nome usato nell'edizione italiana della serie televisiva (o nell'edizione Star Comics del manga classico se non è ancora apparso in TV).

#### Giganti degli inferi (o Giganti del mondo dei morti)

##### Rhadamante della Viverna
Rhadamante (天猛星ワイバーンのラダマンティス?, Wyvern no Radamantisu) è doppiato da Takehito Koyasu nella versione giapponese e da Simone D'Andrea in quella italiana. È lo Specter della Stella del Cielo Furioso (Tenmo Sei). Il suo nome deriva dall'antica divinità cretese Radamanto (o Radamante appunto), mentre la sua Surplice rappresenta una Viverna (Wyvern in originale, traslitterato come Wybern nella prima edizione del manga classico edito da Granata Press). Nelle due edizioni italiane del manga classico viene mantenuta la scrittura anglolatina del nome (Rhadamantys), mentre il doppiaggio dell'anime ha preferito la dicitura italiana Rhadamante (Radamante nel caso dell'edizione italiana di Lost Canvas).
Primo dei Giganti degli inferi (e anche primo Specter a comparire nella storia) Rhadamante appare per la prima volta nell'atto di punire Deathmask/Cancer e Aphrodite/Fish per essere tornati al Castello di Ade senza la testa di Atena, scaraventandoli negli inferi tramite un passaggio che collega il castello col mondo dei morti.. Riesce poi a sconfiggere, grazie ad una barriera eretta dal cosmo di Ade che riduce a un decimo le capacità dei cavalieri, Mu/Mur, Aiolia/ Ioria e Milo/Scorpio al Castello di Ade in Germania È protagonista anche durante le battaglie nell'oltretomba, regno di Ade, dove alla Giudecca ferisce a morte Orpheo della Lira e affronta in duello Kanon di Gemini svariate volte e in diverse zone dell'oltretomba, finendo col morire per mano del nemico.
In Saint Seiya Next Dimension appare il predecessore nel 18º secolo di Rhadamante, il cui nome è Chagall della Viverna. È uno dei tre Giudici degli Inferi nel 18º secolo, ha una corporatura imponente e possiede le stesse tecniche del suo successo Rhadamante.<.
I suoi colpi sono:
- Castigo Infernale (グレイテストコーション?, Gureitesuto Kōshon, Greatest Caution): è il principale colpo segreto di Rhadamante, apparso per la prima volta nel manga classico di Saint Seiya. Nell'anime quest'attacco prende forme diverse a causa del cambio di studio e staff tra la prima e la seconda serie: difatti nella prima delle due parti della saga di Ade è una sfera di energia di grande potenza con la quale Rhadamante colpisce l'avversario, ma anche delle onde circolari di energia che colpiscono a 360°. Mentre nella seconda parte questo colpo assume le sembianze di una grande viverna di luce che colpisce il nemico.
- Strati di spirito (積尸気冥界波?, Sekishiki Meikaiha): si tratta di una versione più potente dell'omonimo colpo di Cancer, con cui Rhadamante crea una torsione spazio-temporale con cui spedisce il proprio nemico (anima e corpo) alla Bocca di Ade, l'anticamera del mondo dei morti. Quest'attacco è presente solo negli OAV della serie di Hades, variando la scena dove lo Specter rispedisce Cancer e Fish all'inferno[11].
- Gliding Roar (グリーディングロア?, Gurīdingu Roa): tecnica esclusiva di "The Lost Canvas", consiste in un ruggito che provoca un'onda d'urto capace di spazzare via il nemico.

Il personaggio nella sua versione del manga e anime classico di Saint Seiya appare anche come PG nei videogioco sulla serie classica per PlayStation 2 I Cavalieri dello Zodiaco - Hades ed è protagonista di un DLC scaricabile per il videogame per PlayStation 3 Saint Seiya Santuary Battle, dove viene narrata una storia parallela che vede una sua personale scalata della Dodici Case in cui affronta i Cavalieri d'Oro. Appare anche nel videogioco per PS3, Saint Seiya Brave Soldier.

##### Minosse del Grifone
Minosse (天貴星グリフォンのミーノス?, Griffon no Minos), nella traduzione del manga Minos di Grifon, è doppiato da Kouichi Toochika (OAV di Hades) e Takahiro Sakurai (Lost Canvas) nella versione giapponese e da Massimiliano Lotti (OAV di Hades) e Federico Zanandrea (Lost Canvas) in quella italiana. È lo Specter della Stella del Cielo Nobile (Tenki Sei, Stella della Nobiltà Celeste, nella traduzione Panini Comics). È chiamato così dal personaggio della mitologia greca Minosse, mentre la sua Surplice rappresenta un grifone, creatura mitologica con il corpo di leone e la testa d'aquila. Non va confuso col Re Minosse apparso in Episode G, seppure entrambi siano ispirati allo stesso personaggio mitologico.
Appare per la prima volta alla Giudecca (quartier generale di Hades nell'oltretomba) al cospetto di Pandora, insieme agli altri due giudici. Durante la battaglia avvenuta nell'Oltretomba, alla quinta prigione infernale, con il suo colpo Cosmic Marionation mette in difficoltà Kanon, fermato solo dall'intervento di Phoenix. Successivamente Minosse resiste al contraccolpo causato dall'esplosione del Muro del Pianto, benché fosse lontano, e non riporta gravi danni. Cerca quindi di bloccare la corsa di Cristal verso l'Elisio, combattendo contro di lui alla Giudecca, ma muore saltando nell'iperdimensione che porta all'Elisio (nella quale possono passare solo gli dei o coloro la quale armatura sia stata benedetta da sangue divino) cercando di inseguire lo stesso Cristal, a cui era rimasto legato grazie ad uno dei suoi fili.
Nei primi capitoli del manga canonico Next Dimension lo Specter del Grifone, uno dei 3 Giudici dell'Inferno, il cui nome è Vermeer, si scontra con il Cavaliere di Bronzo Tenma e i Cavalieri d'oro Dohko di Libra e Shion e, usando la tecnica "Cosmic Marionation", riesce a metterli in seria difficoltà, aiutato anche dal fatto che lo scontro si svolge in una zona in cui l'influsso di Hades riduce la forza dei suoi nemici. Viene richiamato da Pandora alla base poco prima di poter sferrare il colpo decisivo ai tre, che riescono a fuggire via. In seguito Vermeer giunge nella Yomutsu Hirasaka dove incontra Ikki di Phoenix e lo colpisce con la sua tecnica Cosmic Marionation, per ucciderlo, ma DeathToll lo salva teletrasportandolo nel mondo dei vivi. Vermeer tortura DeathToll con le sue tecniche, ma Ikki giunge in suo aiuto e colpisce Vermeer con la sua tecnica Phoenix Genma-ken che sconvolge la mente dello Specter e ne paralizza il corpo; il Giudice viene poi scagliato nel pozzo che conduce nell'Ade da un colpo di DeathToll.
Nel manga Lost Canvas, Minosse è uno dei primi Specter ad entrare in battaglia, attaccando il Santuario alla testa delle sue truppe, ma venendo fermato dal Cavaliere dei Pesci dell'epoca, Albafica. Nella prima parte della battaglia il Giudice riesce a ferirlo in profondità, arrivando quasi ad accecarlo. Convinto di aver sconfitto Albafica, Minosse lo abbandona sul campo, lasciandolo apparentemente privo di vita. Il Giudice si muove in seguito per distruggere il villaggio di Rodorio, che il Cavaliere d'oro cercava di difendere, ritrovandosi davanti Sion. Appena dopo l'inizio dello scontro con il cavaliere dell'Ariete, Albafica ritorna in campo, sfruttando tutte le sue forze in un ultimo attacco. Apparentemente è Albafica a cadere a terra in fin di vita, mentre Minosse rimane in piedi illeso. Si tratta però di un trucco: il colpo di Albafica serviva solo a nascondere la vera arma, la Rosa Bianca, che intrisa del sangue venefico di Albafica (assumendo quindi una colorazione rossa, tanto che Minosse la scambia proprio per una Demon Rose) ha centrato al petto il Giudice. Sul punto di morire, Minosse cerca vilmente di distruggere il villaggio con l'energia rimasta, ma il suo colpo viene contenuto da Sion grazie al Crystal Wall. Subito dopo l'effetto del fiore, potenziato dal sangue velenoso di Albafica, conduce Minosse alla morte.
I suoi colpi sono:
- Dominio Cosmico (ギガンティックフェザースフラップ?, Cosmic Marionation): è una tecnica di singolare crudeltà che riduce all'impotenza il nemico. Si basa su un principio di manifestazione della volontà di Minosse, che si presenta sotto forma di fili invisibili, i quali conferiscono allo specter il pieno controllo del corpo dell'avversario, costretto a muoversi come una marionetta. Spezzarsi l'arto o la parte presa sotto controllo sembrerebbe invalidare la tecnica, seppur a caro prezzo. Alternativamente, Minosse può scagliare i suoi fili sui colpi nemici (come dimostra con le catene di Andromeda) riuscendo facilmente a cambiarne la traiettoria, garantendosi così un'elevatissima difesa.
- In Saint Seiya Next Dimension, Vermeer oltre al Cosmic Marionation utilizza anche una variante di questa tecnica chiamata "Cosmic Marionation Change".[14].
- Filo Infernale : è un filo invisibile indistruttibile, con cui Vermeer(è anche Minos) possono uccidere gli avversari.[14].Nel manga classico di Saint Seiya lo vediamo usare da Minos contro Hyoga del Cigno, ma senza essere nominato, il nome di questa tecnica la si scopre in Saint Seiya Next Dimension quando Vermeer lo usa su Ikki.[14][15].
- Gigantic Feathers Flap (ギガンティックフェザースフラップ?, Gigantikku Fezāsu Furappu): tecnica di Minosse del Grifone (vista in Lost Canvas e traducibile come "Battito d'ali colossale"), capace di provocare una potente quanto distruttiva raffica di vento simile al battito d'ali di un grifone. L'alta potenza di questo colpo rende possibile la distruzione di un intero paese in breve tempo; le raffiche di vento, inoltre, possono respingere gli attacchi nemici, come avviene con il veleno trasportato dalle rose di Albafica.

Il personaggio nella sua versione dell'anime classico di Saint Seiya appare anche come PG nei videogiochi della serie per Playstation 2 e Playstation 3.

##### Eaco di Garuda
Eaco (天雄星ガルーダのアイアコス?, Garuda no Aiakos), nella traduzione del manga Aiacos di Garuda, è doppiato da Shinichiro Miki nella versione giapponese e da Gianluca Iacono in quella italiana. È lo Specter della Stella del Cielo Intrepido (Tenyo Sei). La sua Surplice rappresenta una Garuḍa, divinità hindu minore somigliante a un'aquila, versione indiana della fenice. Il suo nome Eaco appartiene nella mitologia greca ad uno dei tre giudici posti all'ingresso degli Inferi pagani, padre di Peleo e dunque nonno di Achille. A causa di un'errata traduzione nella prima edizione italiana del manga da parte della Granata Press, in Italia viene anche erroneamente chiamato Aiace per assonanza con l'originale Aiacos. Nell'anime invece questo si è evitato. L'edizione Star Comics risolve il problema usando il nome originale Aiacos.
Durante la battaglia nell'aldilà alla quinta prigione infernale, Eaco aiuta Rhadamante dall'attacco di Kanon, mettendo poi in difficoltà lo stesso Cavaliere d'oro con la Illusione Galattica. Successivamente sarà Phoenix, arrivato in seguito ad affrontarlo in un duro combattimento, fino da essere prima indebolito dal Fantasma Diabolico e poi distrutto dal Cavaliere di bronzo con le Ali della fenice.
Lo Specter di Garuda compare anche nel manga sequel Saint Seiya Next Dimension. In questa serie si scopre che l'uomo di cui ha preso possesso nel 1743 la stella malefica si chiama Suikyo, Cavaliere d'argento della Coppa molto forte.
Appare anche nel manga The Lost Canvas
Da quanto affermato dall'enciclopedia Taizen di Saint Seiya, Eaco è, dei tre giudici, quello con la maggior forza offensiva basata sulla velocità. I suoi colpi sono:
- Ali di Garuda (ガルーダフラップ?, Garūda Furappu, Garuda flap): Eaco solleva le braccia creando una corrente ascensionale che lancia l'avversario verso il cielo ad un'altezza tale da riuscire addirittura a perderlo di vista; Eaco poi con il piede disegna una croce sul terreno, dove 3 secondi dopo l'avversario ricade a grande velocità, sfracellandosi al suolo.
- Illusione Galattica (ギャラクティカイリュージョン? Galactica Illusion): tecnica diretta con cui Eaco scaglia una particolare illusione seguita da una potente raffica di energia. Nell'eseguire questa tecnica fa comparire intorno al nemico l'illusione di molteplici e mostruosi occhi che si aprono in contemporanea con l'inizio della tecnica, che disorientano l'avversario che viene poi colpito dalla potente raffica di energia; la riuscita di questo colpo è letale per i suoi avversari, come citato da Eaco stesso.

Suikyo, il Giudice degli Inferi del diciottesimo secolo in Saint Seiya Next Dimension utilizza queste tecniche :
- Fredde lance del Loto bianco (氷槍白蓮華?, Hisô Byaku Renge): congelando le particelle di acqua presenti nello spazio intorno a lui, Suikyo crea numerose lance di ghiaccio che scaglia in una volta sola contro l'avversario; queste lance hanno la capacità di perforare persino le Gold Cloth(quindi anche le Armature d'oro sono una protezione inutile contro questa tecnica).
- Hiso Hyakuga Senran (Turbine tempestoso delle cento zanne di ghiaccio): tecnica con cui Suikyo crea un potente vortice congelante, formato anche da numerosissime lance di ghiaccio che trafiggono l'avversario.

Nella versione di questo personaggio di The Lost Canvas, Eaco utilizza anche queste due tecniche:
- Surendrajit (スレーンドラジト?, Surēndorajito, Hindi: सुरेन्द्रजित्, Campione di Indra): Eaco concentra il suo cosmo in un unico punto per poi lanciarlo verso l'obiettivo. Prima di colpire il bersaglio l'onda si divide a forma di "X", per poi cadere sotto forma di fiamme. Solo un cavaliere dotato di armatura d'oro può resistere alle fiamme sviluppate da tale attacco.
- Galactica Death Bring (ギャラクティカデスブリング?, Gyarakutika Desu Buringu): Tecnica simile nell'esecuzione all'Illusione Galattica con la quale Eaco sfrutta l'energia dei sottoposti per colpire l'avversario, distruggendone il sistema nervoso provocandone la morte.

Il personaggio appare anche come PG nei videogioco I Cavalieri dello zodiaco: Hades uscito per PlayStation 2, ed in Saint Seiya Brave Soldier videogioco per PS3 videogiochi basati sulla serie classica di Saint Seiya.

#### Specter delle Stelle Malefiche del Cielo manga e anime classico
- Caronte di Acheronte (Caron di Acheronte) della Stella del Cielo di Mezzo
- Pharao della Sfinge (Faraone della Sfinge, adattamento Granata Press,;Pharaon della Sfinge, adattamento Star Comics) della Stella del Cielo degli Animali
- Valentine dell'Arpia (Valentino di Harper, adattamento Granata Press; Valentine di Harpy, adattamento Star Comics) della Stella del Cielo del Pianto
- Ivan (Ivan di Troll) della Stella del Cielo della Sconfitta
- Rock di Golem della Stella del Cielo Acuminato
- Stand di Deadly Beetle della Stella del Cielo Tempestoso

##### Caronte di Acheronte
(Canzoncina cantata da Caronte nell'anime adattamento italiano)
Caronte (天間星アケローンのカロン?, Akerōn no Karon), Caron di Acheronte nella traduzione del manga, è lo Specter della Stella del Cielo di Mezzo (Tenkan Sei); il suo nome e la sua Surplice sono quelli del personaggio mitologico di Caronte. Compare nel sequel ufficiale Next Dimension ed anche nel manga spin-off non canonico I Cavalieri dello zodiaco - The Lost Canvas - Il mito di Ade. È doppiato da Shiro Saito nella versione giapponese e da Lorenzo Scattorin in quella italiana.
Caronte e la sua Surplice sono ispirati completamente all'omonimo personaggio della mitologia greca, apparso anche nella celebre Divina Commedia di Dante Alighieri. Tuttavia, sebbene il Caronte di Dante e quello di Kurumada svolgano lo stesso ruolo nell'Inferno, presentano personalità completamente opposte. Il Caronte descritto da Dante è un tipo inquietante e spietato, mentre quello di Kurumada è buffo e goffo che nasconde anche un lato buono.
Viene introdotto per la prima volta nel capitolo 84 del manga, corrispondente al 14º episodio della serie OAV Hades, ed ha il compito di traghettare le anime attraverso il fiume Acheronte, e di condurle agli inferi. Molte delle sue citazioni (soprattutto nel doppiaggio italiano) provengono dalla Divina Commedia di Dante Alighieri, a cui Kurumada si è palesemente ispirato per creare il suo Inferno.
Caronte non ha preso parte alla battaglia al Santuario tra gli Specter e i Cavalieri d'oro, in quanto Ade gli aveva ordinato di restare nel mondo dei morti, presumibilmente a svolgere il suo ruolo di traghettatore di anime. Durante la battaglia nell'aldilà ha affrontato Pegasus e Andromeda che si erano rifiutati di pagare il pedaggio per salire sulla sua barca che gli avrebbe condotti al di là del fiume Acheronte. Inizialmente pare essere debole e svogliato nel combattimento con i due Cavalieri e alla fine li fa salire a bordo in cambio del ciondolo di Andromeda, ma poi a metà strada fa il doppio gioco e cerca di uccidere Pegasus gettandolo nel fiume; ma il Cavaliere non si lascia sopraffare facilmente e usando il suo vero potere sembra avere la meglio con i suoi colpi alla velocità della luce. Pegasus disarma Caronte del suo remo, ritenendola la sua unica arma, ma l'avversario si dimostra molto più forte del previsto e solo l'intervento di Andromeda permette a Pegasus di risalire nuovamente sulla imbarcazione e convincere Caronte a portarli sull'altra riva (durante questa traversata Caronte descriverà ai due cavalieri come è formato l'Inferno, regno di Ade, e accenna l'esistenza dei Campi Elisi). I due si affronteranno nuovamente in uno scontro mortale arrivati all'altra sponda del fiume. Sia Pegasus che Caronte sferrano il loro colpo segreto insieme colpendosi a vicenda ma mentre il Cavaliere di Atena viene solo sbalzato a terra, lo Specter subisce pesantemente i colpi del Fulmine di Pegasus. Alla fine dello scontro Caronte sembra perdere la vita ma la cosa non è chiara visto che nel manga, pur ferito gravemente, va alla deriva con la sua barca canticchiando ancora. Nell'anime sembra invece essere morto quando, ricadendo sulla propria imbarcazione, va alla deriva in silenzio e senza dar segni di vita, tuttavia in seguito Sirio il Dragone e Cristal faranno intendere di averlo incontrato. Alla fine comunque è certo che muoia, visto che il rosario di Virgo avrà tutte e 108 le perle nere, segno che tutti gli Specter sono morti.
Nel sequel ufficiale Next Dimension, appare il predecessore di Caronte nel diciottesimo secolo, il suo nome è Nyan. Anche costui è il traghettatore dei morti sul fiume Acheronte, ed indossa la stessa armatura di Caronte.
Nel manga fuori continuity Lost Canvas, Caronte appare successivamente all'ingresso dei Cavalieri e di Atena nel Lost Canvas, dopo che la maggioranza dell'esercito di Atena viene tramutata in pietra dopo essere caduta in una trappola di Ade. In questa occasione si offre di traghettare Sasha, Tenma, Sion e Regulus (unici scampati alla pietrificazione) ai Templi malefici, ricevendo in cambio i capelli di Atena. Una volta ricevuti questi ultimi, Caronte li dona ad Ade, permettendo al dio degli inferi di sigillare temporaneamente i poteri di Atena. Sion, furioso per ciò che aveva fatto il traghettatore, lo ferisce a morte.
Caronte indossa una Surplice, un'armatura indossata dai servi del dio Ade. Il nome della corazza indossata dal personaggio è Acheronte, come l'omonimo fiume, ma rappresenta in realtà il personaggio mitologico di Caronte. La stella malefica associata all'armatura del personaggio è la Stella del Cielo di Mezzo (Tenkan Sei). Secondo quanto rivelato da Kurumada le Surplici degli Specter hanno il potere di trasformare i corpi di chi le indossa (e ciò spiegherebbe perché il personaggio di Caronte è identico sia nella serie classica che in Lost Canvas), in quanto non è l'armatura che muta per adeguarsi al possessore, ma il contrario. La Surplice è armata di un grosso remo che Caronte utilizza sia per spingere la sua gondola nell'Acheronte e sia come arma (sia offensiva che difensiva). Il colore degli occhi sull'elmo della Surplice di Caronte è rosso. Questo può essere un riferimento alla Divina Commedia di Dante Alighieri o all'Eneide di Virgilio, dove Caronte viene descritto proprio con occhi rossi.
Nel 2014 è uscito in Giappone il modellino (myth cloth) di Caronte basato sulla sua versione della "serie classica".
I suoi colpi sono:
- Difesa turbinante (ローリング・オール?, Rōringu Ōru, Rolling Oar): la principale tecnica difensiva di Caronte, consiste nel far ruotare il remo per parare tutti i colpi dei nemici; la velocità di rotazione è di mach 18 (18 volte superiore alla velocità del suono), è solo ed unicamente superando questa velocità si può oltrepassare questa difesa[19].
- Vortice dell'Acheronte (エディング・カレント・クラッシャー?, Edingu Karento Kurasshā, Edging Current Crasher): tecnica che nella versione animata assomiglia all'Onda energetica di Son Goku del manga e anime Dragon Ball di Akira Toriyama, poiché crea una sfera d'energia che travolge i nemici[16]; nel manga classico è un potente vortice che fuoriesce dalla sue mani e travolge l'avversario[19].

##### Pharao della Sfinge
Pharao (天獣星スフィンクスのファラオ?, Sphinx no Pharaoh), è lo Specter della Stella della Bestia del Cielo (Tenjyu Sei).
 Nelle traduzioni dei manga il nome del personaggio è stato adattato in Faraone (edizione Granata Press del manga classico), Pharon (edizione Star Comics del manga classico) o Pharoh (edizione italiana del prequel alternativo Lost Canvas). È doppiato da Junichi Suwabe nella versione giapponese e da Giorgio Bonino in quella italiana.
Pharaoh è il guardiano della seconda prigione: una costruzione in stile egizio simile al tempio di Abu Simbel; infatti questo specter ha origini egizie. Pharao possiede come oggetti la surplice della sfinge e la terribile arpa ad essa allegata. Questo strumento è l'unico mezzo di cui Pharao disponga per scatenare il suo cosmo (che crea nello spazio circostante l'illusione di tanti geroglifici, probabilmente riferibili al libro dei morti). Lo specter non ha altri colpi segreti eseguibili "a mano libera". Il suo compito è custodire la seconda prigione di Ade e il terribile Cerbero posto laggiù come strumento di pena per gli avidi; e prima che arrivasse Orfeo ad allietare Ade con la sua musica. La sostituzione di tale mansione provocherà in Pharao un forte risentimento.
Pharao non prende parte allo scontro al grande tempio, ma incontra comunque i cavalieri di Atena, Pegaso e Andromeda, scesi negli inferi a portarle la sacra armatura divina. Inizialmente tenta di trasformarli in "merendine per Cerbero", ma i cavalieri resistono e mettono KO l'enorme "cagnone" a tre teste. Allora scatena su di loro la maledizione della bilancia e riesce quasi a ucciderli, ma viene fermato da Orfeo, che lo inganna facendogli credere di aver ucciso i due sventurati. Più tardi lo specter appura di essere stato ingannato dal rivale e per rivalsa gli rivela di essere, insieme a Pandora, l'artefice dell'inganno che spinse Orfeo a mancare di fedeltà ad Ade e perdere così definitivamente Euridice. Fra i due allora ha inizio un terribile duello. Inizialmente Pharao prevale e spezza a Orfeo la corda del sol, mettendolo in crisi, ma poco dopo Orfeo trova comunque la maniera di suonare la sua cetra, tendendo la corda spezzata con i denti, così annulla l'attacco di Pharao e lo uccide con la Melodia della Notte, distruggendogli anche l'arpa e la surplice.
Pharao è apparso anche nel manga non in continuity Lost Canvas, col ruolo di custode della porta della Tela Perduta (ossia il Lost Canvas del titolo), un enorme dipinto creato dallo stesso Ade ed in cui il dio ha trasferito la sua base, dove viene sconfitto da Sisifo del Sagittario, dopo che questi supera la sua pesatura dell'anima.
Nel 2014 è uscito in Giappone il modellino (myth cloth) di Pharaon basato sulla sua versione della "serie classica".
Pharao possiede due colpi segreti di cui uno (il Kiss in the Darkness) non è mai stato mostrato ma viene menzionato nella scheda presente nel manga classico. Inoltre nella serie classica possiede uno specchio magico che può generare una potente luce che assomiglia a quella del sole, con il quale inganna Orfeo.
L'unico colpo noto è la Maledizione della Bilancia (Bilance of Curse in originale, Bilancia della maledizione nella traduzione Granata del manga), un colpo col quale (attraverso il suono della sua lira) effettua la pesatura del cuore dell'avversario. Se il cuore è più pesante della piuma di Maat, dea egizia della verità, come detto nel manga classico, si muore immediatamente.
Nella serie alternativa Lost Canvas, viene invece detto che se il cuore è più pesante della piuma di Maat, il corpo dell'avversario viene bruciato. In Lost Canvas viene mostrato che lo Specter è libero d'influenzare la bilancia col suo cosmo e di truccare la pesatura, cosa che non è efficace nei confronti di chi possiede un cosmo più forte del suo come Sisifo che aveva risvegliato l'Ottavo Senso.

##### Valentine dell'Arpia
Valentine dell'Arpia (天哭星ハーピーのバレンタイン?, Harpy no Valentine), nella traduzione del manga Valentine di Harpy (edizione Star Comics) o Valentino di Harper (edizione Granata Press), è un lo Specter della Stella del Cielo del Pianto (Tenkoku Sei), è il luogotenente di Rhadamante e la sua Surplice rappresenta un'arpia. È doppiato da Eiji Takemoto nella versione giapponese e da Federico Danti in quella italiana.
Curiosamente il suo nome è Valentine (ossia Valentino in inglese) ed è nato il 14 febbraio ossia il giorno di san Valentino. In Giappone è tradizione che in questo giorno le ragazze regalino del cioccolato ai ragazzi che gli piacciono (i quali a loro volta ricambiano un mese dopo nel cosiddetto White Day il 14 marzo), difatti uno dei colpi di Valentine si chiama proprio Sweet Chocolate (ossia Dolce cioccolato).
Nel manga Pegasus e gli altri lo incontrano al castello di Ade, mentre è in corso la distruzione del castello e il ritorno degli Specter nel Regno dei Morti (stessa scena dove appaiono i suoi amici Queen, Gordon e Shilfield). In questa scena ferma senza molti problemi il colpo del cavaliere di Pegaso. Lo stesso Cavaliere s'aggrapperà a lui, poco prima che egli salti nella voragine che collega la Terra e gli Inferi, giungendo così nel mondo dei morti. In seguito troverà Pegasus imprigionato nel Cocito e dopo che lui gli avrà detto che possiede l'armatura di Atena, allora lo libererà per ucciderlo ma finirà lui stesso sconfitto dal Cavaliere di bronzo dopo un duro scontro. Nell'anime compare per la prima volta nella Giudecca quando Pandora gli ordina di portare Phoenix nel Cocito, dove incontra Pegasus che lo provoca dicendogli che ha l'armatura di Atena. Valentine trascina fuori Pegasus dal ghiaccio e lo affronta per avere l'armatura della dea, ma dopo un duello in cui i due si scambiano diverse sequenze di colpi, viene alla fine sconfitto dal Cavaliere di Pegasus.
È apparso brevemente anche nel manga The Lost Canvas, prima durante la riunione degli Specter nel secondo volume (quarto edizione italiana), successivamente nel capitolo 145, dove aiuta il suo comandante Rhadamante a trattenere il potere del sangue di Ade introdotto nel suo corpo attraverso il sangue di Aron, mentre nei capitoli 180 e 181 affronta Pandora, riuscendole anche a tenere testa per un po', offeso per il fatto che la donna consideri il suo comandante come un cane ai suoi ordini, solo perché lei è la sorella maggiore di Ade. Viene poi ucciso da un colpo di Rhadamante.
Nel 2011 è uscito in Giappone il modellino (myth cloth) di Valentine basato sulla sua versione "classica".
Il suo colpo più forte è la Brama di vita (Greed the Live), sono numerosi e micidiali raggi luminosi che fuoriescono dai suoi artigli e che feriscono l'avversario come fossero taglienti lame. Utilizza il colpo un po' di volte su Pegasus ma alla fine il Cavaliere si avvale della facoltà dei Cavalieri per cui lo stesso colpo non funziona mai due volte su un Cavaliere e riesce a sconfiggere l'avversario. Possiede inoltre un altro colpo segreto citato nel manga classico ma mai usato, lo Sweet Chocolate. Viene usato per la prima volta contro Pandora nel capitolo 181 di Lost Canvas, dove si presenta graficamente con un insieme di Arpie che circondano e assorbono le energie del nemico, indebolendolo. In Lost Canvas è l'unico colpo usato, infatti non usa mai la Brama di Vita.

##### Flegiàs
Flegiàs (天罪星リュカオンのフレギアス?, Tenzaisei Ryukaon no Furegiasu) è lo specter a guardia della quinta prigione infernale (basato sull'omonimo personaggio dantesco con il medesimo ruolo), il suo simbolo è il Licaone (Lycaon in originale), protetto dalla Stella del Cielo Peccaminoso (天罪星?, Tenzaisei, tradotta anche come Stella del Cielo del Crimine o della colpa celeste). Nell'edizione italiana di Lost Canvas il suo nome viene italianizzato in Flègia. È doppiato da Kiyoyuki Yanada (serie di Hades) e Masayuki Katō (Lost Canvas) nella versione giapponese e da Marco Pagani in quella italiana.
Fa la sua comparsa nel manga classico come guardiano della quinta prigione e dimostra di avere una forza superiore alla media degli specter, in quanto ferma i colpi di Sirio il dragone e Crystal il cigno contemporaneamente e senza sforzo, travolgendoli poi col suo colpo Howling inferno. Tenta di fare lo stesso con Kanon, ma questi, avendo visto il suo colpo, non si lascia travolgere e massacra lo specter con l'Esplosione galattica.
Flegias appare anche all'inizio della serie Lost Canvas dove comunque dimostra una forza molto inferiore a quella della serie classica, venendo sconfitto subito dal semplice cavaliere di bronzo Tenma di Pegasus, anche se poi viene resuscitato da Ade.
La sua tecnica principale si chiama Urla infernali (Howling Inferno), ed è una tecnica di pugno che lo Specter esegue con entrambe le mani, incassandole nei fianchi e caricando in loro il proprio cosmo, prima di farle scattare in avanti, per colpire il nemico a distanza ravvicinata.

##### Rune di Balrog
Rune di Balrog (天英星バルロンのルネ?, Teneisei Baruron no Rune), della Stella del Cielo Eccellente, è il viceprocuratore del Giudice Minosse e spesso lo sostituisce nel suo ruolo, condannando le anime dei dannati che giungono al tribunale infernale e spedendole nei gironi che gli spettano tramite i suoi poteri. Molto pacato e autoritario, odia il frastuono e punisce severamente i sottoposti o le anime che generano rumori fastidiosi. La sua Surplice rappresenta un Balrog, creatura creata dallo scrittore inglese J.R.R. Tolkien e descritta come armata di una frusta ardente (la sua arma è proprio una frusta che fa a pezzi il nemico). È doppiato da Claudio Moneta nella versione italiana.
Nel manga classico, all'interno del Palazzo del Giudizio (sacro luogo dell'Oltretomba dove vengono giudicate le anime dei morti) in cui, Lune dopo aver letto nel libro dei morti che non ci sono i nomi di Pegasus e Andromeda (giunti in quel sacro luogo dopo aver attraversato il fiume Acheronte), capisce che sono cavalieri di Atena e non anime da giudicare, ed affronta i due, mettendoli in seria difficoltà coi suoi poteri Fire Whip e Reincarnation, ma nel bel mezzo dello scontro Kanon dei Gemelli lo inganna con la sua tecnica illusoria, facendogli avere tremende visioni che lo conducono quasi alla follia; verrà calmato da Radamante che lo incontrerà nella valle del vento, ed insieme scoveranno l'intruso tramite anche l'uso della sua frusta, ma il cavaliere d'oro, Kanon, ritorcerà contro di lui i suoi poteri, facendo disintegrare il corpo dello Specter che quindi morirà.
In Lost Canvas si rivela anche la sua passione per la conoscenza di tutte le cose, mirando all'onniscienza, per questo ha tradito le schiere di Ade e si è asservito ad Alone diventando il guardiano del secondo tempio malefico della tela, qui lo raggiungeranno Tenma, Sasha, Regulus e Sion, quest'ultimo permetterà agli altri di proseguire affrontando da solo il guardiano planetario; venendo messo in crisi dalle conoscenze che egli ha nel suo libro su di lui e le sue tecniche; lo Specter lo trasporterà quindi nel Cocito tramite i suoi poteri e qui si appresterà a condannarlo al supplizio eterno, se non che, sorretto dallo spirito del suo maestro, Sion riuscirà a sconfiggerlo utilizzando una particolare tecnica che può essere usata solo sfruttando le anime dei morti.
I suoi colpi sono:
- Fire Whip (ファイヤーウィップ?, Faiyā Wippu): la sua frusta avvolge il corpo dell'avversario tante volte quanti sono il numero dei suoi peccati, poi essa ne riduce il corpo in pezzi (Come mostrato nella serie classica sul soldato Skeletor Marchino).
- Reincarnation (リーインカーネーション?, Rīinkānēshon, "Espiazione dell'Anima" nell'adattamento italiano dell'anime): con questa tecnica Lune fa vedere all'avversario tramite un'illusione, i peccati commessi in vita, poi crea un varco dimensionale che lo scaglia nella zona dell'Inferno che più merita. (Nel caso di Pegasus, egli viene scagliato nel Lago di Sangue dove stanno le anime degli assassini, ma verrà salvato dalla prodigiosa catena di Andromeda).

##### Queen di Alraune
Queen della Mandragola (天魔星アルラウネのクィーン, Tenmasei Aruraune non Kuīn) è lo specter appartenente alla Stella della Tenma sei (stella del cielo malefico, o demoniaco), mentre il suo simbolo rappresenta la Mandragola (in originale Alraune). È doppiato da Yusei Oda nella versione giapponese e da Massimo Di Benedetto in quella italiana.
Nel manga classico lo si vede per la prima volta al castello terreno di Hades, in Germania, dove insieme agli Specter Shilfield, Valentine e Gordon colpisce i 4 cavalieri di bronzo (Pegasus, Andromeda, Sirio e Cristal) alle spalle, atterrandoli, poco prima che il castello crolli, poi per ordine di Radamante raggiungono insieme ai suoi compagni il regno dei morti gettandosi nel profondo passaggio che conduce a tale regno.
Riapparirà davanti al Muro del Pianto insieme a Shilfield e Gordon, e si scontrerà insieme a loro in un duro duello contro Sirio il Dragone, dal quale alla fine verrà ucciso con un colpo potentissimo.
Queen appare anche nel manga Lost Canvas dove si scontra brevemente contro il gold saint Dohko, mettendolo in difficoltà, ma dal quale alla fine viene sconfitto; In questa serie viene inoltre specificato che lui e Gordon del Minotauro si definiscono "Fratelli in armi": è lui infatti ad uccidere Gordon dopo la sua sconfitta per mano di Dohko, sostenendo che sia una fine migliore alla sconfitta.
Da notare che in questo manga esistono due specter della Mandragola, errore dovuta all'autrice Shiori Teshirogi che non sapeva che in tedesco "Alraune" significasse appunto Mandragola. Nella versione italiana dell'anime "alraune" è stato per l'appunto tradotto "mandragola". La sua tecnica mortale si chiama Bloody Flower Scissors (ブラッドフラウアシザーズ?, Buraddo Furaua Shizāz), (nell'anime chiamata Taglio della Lama Scarlatta),tramite la quale con entrambe le braccia colpisce il collo dell'avversario a grande velocità, decapitandolo all'istante. L'avversario, un attimo prima di venire decapitato, vede l'illusione di un enorme ghigliottina la cui lama affilata scatta verso di lui.

##### Gordon di Minotaurus
Gordon del Minotauro (天牢星ミノタウロスのゴードン, Tenrōsei Minotaurosu no Gōdon) della Stella del Cielo Prigioniero è doppiato da Paolo Sesana nella versione italiana.
Nel manga classico di Saint Seiya lo si vede per la prima volta al castello terreno di Hades, in Germania, dove insieme agli Specter Shilfield, Valentine e Alraune colpisce i 4 cavalieri di bronzo (Pegasus, Andromeda, Sirio e Cristal) alle spalle, atterrandoli, poco prima che il castello crolli, poi per ordine di Radamante raggiungono insieme ai suoi compagni il regno dei morti gettandosi nel profondo passaggio che conduce a tale regno.
Riapparirà davanti al Muro del Pianto insieme a Shilfield e Alraune, è si scontrerà insieme a loro in un duro duello contro Shiryu del Dragone, dal quale alla fine verrà ucciso con un potentissimo colpo.
Gordon appare anche nel manga spin-off Lost Canvas dove si scontra con il gold saint Dohko, interessato a confrontare la propria ascia con le famose spade dell'armatura di Libra (riuscendo persino ad incrinarne leggermente la punta), mettendolo in difficoltà, ma dal quale alla fine viene sconfitto.
La sua tecnica mortale è Grand Ax Crasher (グランドアクスクラシャー?, Gurando Akusu Kurashā),(nell'anime si chiama Ascia del Minotauro) mediante la quale con il suo braccio colpisce l'avversario con un colpo veloce e molto potente, che prende le sembianze di una grande ascia.

##### Shilfield di Basilisk
Shilfield del Basilisco (天捷星バジリスクのシルフィード, Tenshōsei Bajirisuku no Shirufīdo) della Stella del Cielo Agile è doppiato da Tetsu Inada nella versione giapponese e da Luca Ghignone in quella italiana.
Nel manga classico di Saint Seiya lo si vede per la prima volta al castello terreno di Hades, in Germania, dove insieme agli Specter Gordon, Valentine, Alraune, colpisce i 4 cavalieri di bronzo (Pegasus, Andromeda, Sirio e Cristal) alle spalle, atterrandoli, poco prima che il castello crolli, poi per ordine di Radamante raggiungono insieme ai suoi compagni il regno dei morti gettandosi nel profondo passaggio che conduce a tale regno.
Riapparirà davanti al Muro del Pianto insieme ad Alraune e Gordon, è si scontrerà insieme a loro in un duro duello contro Shiryu del Dragone, dal quale ne esce seriamente ferito. Morirà entrando nella superdimensione, nel tentativo di inseguire Shiryu che si stava dirigendo verso i Campi Elisi.
Shilfield appare anche nel manga spin-off alternativo Lost Canvas, dapprima in compagnia di Valentine, tentando di contenere la furia del loro superiore Rhadamante a causa del dolore provocato dal sangue di Ade nel suo corpo, quindi verrà inviato in missione al santuario in sostegno a Gordon e Queen, si scontra con il gold saint Dohko, riuscirà in un primo momento a metterlo in seria difficoltà, grazie anche al veleno mortale che genera il suo cosmo, ma infine verrà sconfitto dal cavaliere di Atena. La sua tecnica mortale è l'Annihilation Flap (アナイアレーションフラップ?, Anaiarēshon Furappu), (nell'anime viene chiamata Ali della distruzione) mediante la quale colpisce l'avversario con una potentissima raffica di vento (generata dal suo cosmo), che lo scaraventa via con inaudita e micidiale violenza. La raffica consente anche di diffondere tutt'attorno il veleno del Basilisco, e perciò prende anche il nome di Poisonous Winds (毒の風?, Doku no Kaze, "Ali Velenose")

#### Specter delle Stelle Malefiche della Terra manga e anime classico

##### Niobe di Deep
Niobe (地暗星ディープのニオベ?, Chiansei Dīpu no Niobe) è lo Specter della stella terrestre dell'oscurità. La sua surplice rappresenta una creatura tratta dalle profondità degli inferi, molto simile agli Abitatori del profondo (in originale Deep Ones) di Howard Phillips Lovecraft. È doppiato da Shingo Horii (serie di Hades) e Takashi Matsuyama (Lost Canvas) nella versione giapponese e da Sergio Romano in quella italiana.
Durante l'attacco al santuario da parte di Gemini, Aquarius e Capricorn, approfittando dell'immobilizzazione di Mur dell'Ariete, Niobe riesce ad oltrepassare la prima casa e a raggiungere Aldebaran del Toro. Lo specter fa così la sua prima apparizione in modo trionfale, riuscendo a togliere la vita al possente cavaliere d'oro, permettendo ancora una volta ai traditori di continuare la loro ascesa verso le stanze di Atena. Niobe batte Toro colpendolo a tradimento con la sua tecnica Profumo Letale, ma il cavaliere d'oro prima di morire gli lancia contro il suo Sacro Toro, apparentemente senza successo. Non appena Mur arriva nella seconda casa, trova il suo amico morto nella posizione d'attacco del colpo. All'improvviso, l'armatura del Toro si scompone e lascia la scena allo specter di Deep, che si vanta di essere stato colui che ha ucciso Aldebaran un po' troppo presto. Niobe finisce così per essere il primo specter a manifestarsi al Santuario; ora il suo unico pensiero era quello di sbarazzarsi di un altro cavaliere d'oro. Questi utilizza nuovamente il Profumo Letale contro il cavaliere dell'Ariete che, sorpreso, non ha il tempo di schivare l'attacco e scompare tra le nubi. Niobe pensa dunque di essersi liberato anche del nuovo avversario, ma in men che non si dica, si ritrova faccia a faccia col Muro di cristallo di Mur che respinge l'attacco contro lo specter di Deep. Questo perché ha sentito il profumo dolciastro di Niobe nell'armatura del nemico. Mur si gira e si mette in direzione dell'uscita della casa del Toro, lasciandosi Niobe alle spalle. Lo specter gli chiede cosa stesse facendo e ottiene come risposta che Mur non combatte contro chi è già morto. Niobe non comprende le parole di Mur e quest'ultimo gli spiega che l'attacco di Aldebaran l'aveva colpito fin dall'inizio e che lui era già morto, e il suo corpo era già del tutto in pezzi. Lo Specter rimane incredulo alle parole di Mur, finché poco dopo il suo corpo esplode per effetto "ritardato" del Great Horn che il Toro aveva lanciato prima di morire.
In Lost Canvas, Niobe si reca al Santuario con le armate di Minosse, sebbene egli in realtà appartenga a quelle di Rhadamante. Qui affronta il cavaliere dei Pesci Albafica, riuscendo prima a neutralizzare la sua distesa di rose velenose (cui è immune grazie al suo profumo) con il proprio Profumo Letale, facendole appassire. Tuttavia, essendo il veleno delle rose (con cui Albafica è sempre a contatto) più potente di quello del profumo di Niobe, questo non ha effetto sul Cavaliere dei Pesci che (dopo uno sfortunato tentativo d'attacco con le Rose di Fatale Incanto, in originale Pirahṅa Rose), lo uccide col Crimson Thorn iniettandogli direttamente nel corpo il proprio sangue venefico. Negli OAV di Lost Canvas, la surplice di Niobe è nera a differenza della serie di Hades del 2002 dove il colore è verde scuro.
Il colpo più usato da Niobe è il Profumo Letale (Deep Fragrance in originale) che consiste nel generare un profumo dolciastro e velenoso che penetra attraverso i pori della pelle, paralizzando i nervi dell'avversario fino a condurlo alla morte. Curiosamente il nome italiano di questo colpo è la traduzione del suo secondo colpo segreto, nominato solo nelle schede tecniche del manga classico: il Dead Parfume.

##### Cube di Dullahan
Cube (地隠星デュラハンのキューブ?, Chiin Sei Dullhan no Cube) è uno Specter appartenente alle armate di Rhadamante, che appare sia nel manga classico di Saint Seiya che in Lost Canvas. È protetto dalla Stella della Terra Buia (地隠星?, Chiin Sei, Stella dell'Ombra Terrestre nell'adattamento Panini Comics), mentre il suo simbolo è il Dullahan o Durahan, un cavaliere senza testa della mitologia irlandese. È doppiato da Norihisa Mori nella versione giapponese e da Francesco Mei in quella italiana (Lost Canvas).
Nella serie classica Cube ha un ruolo secondario. Viene mandato al Santuario per sorvegliare Gemini e gli altri Cavalieri resuscitati, ma insieme ad Ox e Miles viene colto di sorpresa ed ucciso proprio da Gemini, Capricorn e Aquarius; i tre ne indossano poi le Surplici, in modo da passare inosservati e di confondersi nel gruppo di Giganto, cosa facilitata dal fatto che le armature di Cube e dei suoi compagni coprono totalmente il corpo di chi le indossa. I loro corpi vengono poi trovati da Mur (nel manga, mentre nell'anime sono trovati da Pegasus, Sirio, Cristal ed Andromeda) lungo la scalinata che porta alla Quinta Casa.
In Lost Canvas Cube è uno dei due sicari Specter inviati da Pandora al Santuario al fine di uccidere Tenma, ultimo legame umano di Ade; insieme a lui agisce Winber del Pipistrello.
Grazie ai poteri di Winber i due riescono facilmente ad introdursi nel Santuario, facendo addormentare i presenti. La loro missione viene interrotta da Hasgard del Toro, che sfugge agli attacchi sonici dei due Specter distruggendosi i timpani. Dopo aver abbattuto Winber, Hasgard distrugge metà della maschera di Cube, sconfiggendolo poi con il Titan's Nova, sebbene Cube fosse riuscito quasi ad ucciderlo col Death Message.
Come per quelle di molti altri Specter la Surplice di Cube nella versione animata di Lost Canvas è di colore differente rispetto a quella apparsa nella serie di Hades, poiché in quest'ultima è di color verde scuro, il volto della maschera viola e gli occhi di quest'ultima rossi, mentre in Lost Canvas è di un blu scuro tendente al viola.
I suoi colpi sono:
- Death Messenger (デス・メッセンジャー?, Desu Messenja): quest'attacco è nominato nelle schede tecniche del manga classico, ma è mostrato solo in Lost Canvas dove si manifesta come una donna decapitata che intona un canto funebre (il Death Messenger appunto, ossia il Messaggero di Morte) in grado di paralizzare il cuore dell'avversario; nonostante la sua natura sonora, l'attacco funziona anche se l'avversario si è bucato i timpani, poiché i suoni colpiscono direttamente il cervello (questa caratteristica è identica a quella della musica di Sirya).
- Blood Spray: attacco solo nominato nelle schede tecniche del numero 28 del manga classico.

##### Giganto di Cyclopis
Giganto (地暴星サイクロプスのギガント?, Cyclops no Gigant) è uno specter di Ade, appartenente all'armata di Rhadamante, il suo simbolo è il ciclope e la sua stella è quella della Terra Violenta (Chibo Sei). Nelle traduzioni italiane del manga viene chiamato Gigant (notare che Giganto altro non è che la trasposizione in giapponese del nome "gigant" ossia "gigante"), mentre il nome del suo simbolo viene chiamato col nome inglese (Cyclopis). Fa anche un'apparizione in Lost Canvas dove però il suo nome non è rivelato. È doppiato da Hisao Egawa nella versione giapponese e da Riccardo Lombardo in quella italiana.
Appare per la prima volta nella serie classica durante l'attacco degli Specter alle 12 Case, dove guida un gruppo incaricato da Rhadamante di controllare i Cavalieri riportati in vita. Al suo gruppo appartengono anche Raimi del Verme, Myu di Papillon, Niobe di Deep, Cube di Durahn, Miles dell'Elfo e Oxe di Gorgon.
Nella sua prima apparizione riesce a mettere in difficoltà Mur dell'Ariete (e anche Pegasus nell'anime) grazie alla sua forza fisica, prima di lasciare il Cavaliere a Papillon, su esplicita richiesta del compagno.
Grazie all'aiuto di Raimi (che tiene occupato Ioria) riesce ad attraversare indenne la quinta Casa, ma viene ucciso con il resto del suo gruppo da Virgo nella Casa della Vergine. Prima di morire Virgo gli chiede se abbia paura della morte, ma lo Specter risponde sostenendo che chi è fedele ad Ade può ottenere la vita eterna; all'affermazione del Cavaliere d'Oro, che in anni di meditazione e contatto col Buddha non ha mai sentito parlare di un uomo che avesse raggiunto l'immortalità, capisce di essere stato ingannato.
In Lost Canvas Giganto appare molto brevemente all'inizio, dove viene sconfitto insieme ad un gruppo di suoi specter da Doko. Riappare poi successivamente mentre viene riportato in vita da Aron/Ade.
I suoi colpi (Giant Hold e Big Hunkle) sono solo nominati nella scheda presente nel manga classico, ma mai mostrati.

##### Myu della Farfalla
Myu della Farfalla (地妖星パピヨンのミュー?, Chiyōsei Papiyon no Myū) è uno Specter delle armate di Rhadamante dotato di enormi poteri ESP, protetto dalla Stella della Terra Misteriosa (地妖星?, Chiyosei) e il suo simbolo è la farfalla (in francese papillon). Indossa una surplice di color arancione acceso ed ha i capelli viola. È doppiato da Atsushi Kisaichi nella versione giapponese e da Leonardo Graziano in quella italiana.
Papillon è l'unico specter nel doppiaggio italiano della serie di Hades a non avere un nome proprio ma ad essere chiamato col nome del suo simbolo, mentre nelle traduzioni del manga è stato adattato in Mi (prima edizione) e Myu (seconda edizione).
Inviato al Grande Tempio da Rhadamante insieme ad un gruppo di Specter, alla Quarta Casa del Cancro si scontra col Grande Mur, che come lui ha grandi poteri psicocinetici. Inizialmente si mostra sotto forma di essere amorfo, e attacca gli avversari con la psicocinesi e un gas-liquido velenoso, per poi trasformarsi in un insetto che intrappola Mur in un bozzolo di seta. Quando il Cavaliere d'oro si libera, egli scopre che anche Myu di Papillon si trova in un bozzolo, dal quale poi emerge mostrando la sua vera forma e la sua armatura alata. Grazie alle sue tecniche, ai suoi poteri mentali e alle metamorfosi dell'armatura, Papillon mette in seria difficoltà il Cavaliere d'oro, ma alla fine viene bloccato dalla Trappola di cristallo e sconfitto dal colpo Onda di luce stellare. Le sue farfalle però sopravviveranno e osserveranno l'esito delle battaglie, per poi riportare le informazioni raccolte a Rhadamante.
Nell'anime lo scontro è simile, con la differenza che anche Pegasus è presente, almeno fino alla battaglia finale di Papillon contro Mur, e viene anch'egli imprigionato nel bozzolo. Nell'anime è assente lo scontro tra la psicocinesi di Mur e quella di Papillon, presente nel manga dove i due guerrieri per un po' si fronteggiano usando solo il loro potere psicocinetico, definito come davvero grande.
A detta di Rhadamante i suoi poteri paranormali lo rendono uno degli Specter più forti e, secondo il Giudice, Papillon avrebbe perfino le capacità di battere i cavalieri d'oro, tant'è che anche Giganto (lo specter scelto come capo del gruppo) dimostra di avere rispetto (e timore) di lui.
In Saint Seiya Next Dimension appare il suo predecessore nel 18º secolo il cui nome è Giulietta di Papillon, possiede gli stessi poteri e aspetto di Myu. Viene inviato a uccidere la dea Atena del 18º secolo Sasha, è dopo un duro scontro viene sconfitto da Tenma di Pegasus..
La sua capacità di metamorfosi è stata spiegata da Kurumada in un'intervista apparsa sulla rivista Home Sha, dove l'autore spiega che le Surplici hanno il potere di far mutare fisicamente coloro che le indossano, portando il corpo del portatore ad adeguarsi alla Surplice.
I suoi colpi sono:
- Eruzione (Ugly Eruption): tecnica usata da Papillon nel suo primo stato evolutivo, consiste nello sprigionare da tutto il corpo un liquido molto velenoso.
- Gabbia degli Inferi (Silky Thread): tecnica del secondo stato evolutivo di Papillon, consiste nell'imprigionare l'avversario in un bozzolo di seta in grado di soffocarlo. Papillon può anche usare questa tecnica per passare al suo terzo stadio evolutivo.
- Farfalle spettrali (Fairy Thronging): tecnica finale, consiste nell'evocare le micidiali farfalle del mondo dei morti (Fairy), che hanno il potere di portare l'avversario negli Inferi (ciò equivale alla morte), trovandolo ovunque si trovi. Persino il Gold Saint Mu dell'Ariete ha timore del potere letale delle Fairy. In Saint Seiya Next Dimension ci viene mostrato l'effetto di questa tecnica(in quanto nella serie classica Mu evita diverse volte la tecnica usando il teletrasporto), quando Giulietta colpisce con essa Tenma: le Fairy circondano l'avversario e lo teletrasportano proprio sopra il vulcano della Yomotsu Hirasaka, la bocca di Ade, il pozzo che conduce le anime nel regno dei morti, è poi lo fanno cadere al suo interno.[30].

(Le farfalle dello Spectre di Papilon inoltre possono essere usate da lui per spiare tutto ciò che accade in luoghi lontani da lui e anche molto vasti, come visto nel 'manga classico di Saint Seiya' e nel suo sequel 'Next Dimension').

##### Raimi del Verme
Raimi del Verme (地伏星ワームのライミ?, Chifuku Sei Worm no Laimi) è uno Specter che appartiene alle armate di Rhadamante, protetto dalla Stella della terra nascosta o latente (地伏星?, Chifuko Sei,  (manga classico), stella dell'occultamento terrestre nella traduzione Panini Comics). Il suo nome può essere traslitterato sia in "Raimi" che in "Laimi" (come viene chiamato nella traduzione italiana del manga classico) e la sua Surplice rappresenta un verme (Worm in originale). È doppiato da Kazuya Nakai (serie di Hades) e Atsushi Imaruoka (Lost Canvas) nella versione giapponese e da Luca Bottale (serie di Hades) e Maurizio Di Girolamo (Lost Canvas) in quella italiana.
Raimi appare per la prima volta nella serie classica, durante l'assalto degli Specter al Santuario dove scontra con Ioria del Leone per permettere ai suoi compagni di proseguire.
All'inizio grazie alla sua tecnica segreta ed alla sua capacità di muoversi sottoterra riesce a mettere in difficoltà il Cavaliere del Leone, ma poi viene facilmente sconfitto da quest'ultimo che lo uccide con la tecnica Lightning Plasma.
Nel manga di Lost Canvas si presenta solo come Worm, ma nell'anime quest'errore non è presente.
Caratterialmente Raimi è molto violento e malvagio, difatti quando s'imbatte in Sasha e Tenma non esista ad attaccarli per prendere le loro teste a solo scopo di divertimento. La sua capacità di nascondersi sottoterra lo rende poi un avversario terribile e anche sleale, mentre fisicamente è molto magro ed ha delle profonde occhiaie su un viso zombiesco. Nella serie di Hades la sua armatura è rossiccia coi tentacoli violetti e gli occhi delle appendici arancioni, mentre negli OVA Lost Canvas è blu tendente al nero e gli occhi sono blu elettrico. In Next Dimension lo specter di Worm è identico come aspetto a Raimi del manga classico.
In Saint Seiya Next Dimension lo specter di Worm attacca alla quinta casa del Leone il gold saint di Leo Kaiser, è lo immobilizza con la sua tecnica Worm's Bind, ma questi si libera facilmente in breve e rapidamente ha la meglio, lasciandolo a terra ferito. Lo Specter chiede quindi al gold saint di Cancer DeathToll di intervenire in suo aiuto, ritenendolo un alleato, ma questi lo elimina con colpo, spezzandogli la spina dorsale.
In Lost Canvas Raimi è uno dei primi Specter a comparire. In questa serie, Raimi riesce ad arrivare al Santuario passando sottoterra, per poter attraversare con calma la barriera di Atena. Il suo obbiettivo è prendere la testa della dea, in cui s'imbatterà in sua insaputa.
Viene ucciso da Shion dell'Ariete con un solo colpo.
I suoi colpi sono:
- Trappola di vermi (Worm's Bind): Raimi imprigiona l'avversario coi suoi numerosi tentacolo, stritolandoli. Solo nell'anime di Lost Canvas sembra anche che i vermi emettano una forte scarica elettrica[34].
- Roll Blood (senza nome nel doppiaggio italiano). Raimi trafiggere il cuore dell'avversario con l'estremità appuntita delle appendici della surplice di Worm.

##### Zelos della Rana
Zelos (地奇星フログのゼーロス?, Chikisei Furogu no Zērosu) è lo specter appartenente alla Stella della Terra Abnorme (地奇星?, Chikisei, Stella della stranezza terrestre nella traduzione Panini), mentre il suo simbolo rappresenta una rana (in originale frog, anche tradotto in rospo) e nella serie di Hades è di colore grigia. Visto la confusione che esiste in giapponese fra la "R" e la "L" il suo nome (che deriva dal dio greco dell'ardore) è stato anche trascritto come Zellos o Zeros, a seconda delle traduzioni. È doppiato da Bin Shimada nella versione giapponese e da Claudio Moneta in quella italiana.
Si tratta di un personaggio viscido come l'animale da cui prende il nome, e da cui riprende anche il gracidare e il modo di muoversi. Orribile d'aspetto, ha i denti sporgenti e la pelle piena di brufoli o pustole; ha carattere vigliacco, senza alcun senso dell'onore.
Secondo la sua scheda tecnica ha un attacco chiamato Jumping smash che però non è mai stato mostrato.
Alla sua prima apparizione lo si vede come portaordini di Rhadamante, ma in realtà l'unica persona a cui sembri dimostrare fedeltà è Pandora, in quanto di grado superiore rispetto a Rhadamante; non esita infatti a provocare più volte il Generale per aver mandato alcuni Specter al Santuario senza il permesso della sacerdotessa.
Zelos è un personaggio forte con i deboli e debole con i forti, difatti non si esime dal maltrattare chi è più debole di lui (come un Aquarius in fin di vita nel Castello di Ade), ma allo stesso tempo fa di tutto per accattivarsi le persone più potenti, in modo da compensare la sua debolezza fisica. Viene ucciso da Cristal, il quale vendica così il suo maestro.
In Next Dimension, lo Specter di Frog ha come nome Mīyan, ed è simile sia nell'aspetto che nel carattere a Zelos, appare più volte al castello di Pandora.
In Lost Canvas dopo una breve apparizione dopo il risveglio di Ade, appare come assassino al servizio di Pandora ed il suo carattere viene ancora di più accentuato: non solo non interviene in aiuto dei suoi compagni Cube e Wimber contro Hasgard, ma appena questi sono sconfitti esce allo scoperto pronto a prendere la testa di un inerme Tenma; viene fermato da Kagaho, fedele solo ad Ade e non a Pandora.
Il suo colpo, Jumping Smash, è nominato nella scheda presente nel manga classico, ma mai visto.

### Specter terrestri minori
- Ox (Ox di Gorgon) della Stella della Terra Corsara
- Mil (Miles di Elf) della Stella della Terra Inferiore

#### Soldati semplici Skeleton
- Markin (Marchino)

(I soldati Skeleton sono i soldati dell'esercito di Hades, presenti nel manga/anime classico, Next Dimension, Episode G e Lost Canvas. Essi indossano Surplici minori (cioè Surplici inferiori a quelle dei 108 Specter) che sono tutte uguali, è possiedono come arma una falce. L'unico Skeleton di cui conosciamo il nome è Marchino, personaggio della serie classica, che ha il compito di aiutante al palazzo del Giudizio all'Inferno, dove è vietato proferire suoni, è che viene ucciso per aver fatto troppo rumore dallo Specter Lune).

#### Altri Specter
Vi sono poi degli Specter di cui Kurumada ha poi rivelato le stelle d'appartenenza, tacendone però i nomi. Questi Specter sono quelli che hanno accompagnato Giganto al Santuario, che vengono sconfitti da Kanon tra il primo e il secondo cerchio dell'inferno, quelli che vengono sconfitti dai Cavalieri d'Oro usciti dal Cocito ed infine quelli sconfitti da Phoenix prima di raggiungere l'Elisio.
Le stelle degli Specter apparsi al Santuario sono:
- Terra Spezzata
- Terra Impazzita
- Terra della musica
- Terra rapida
- Terra segreta
- Terra schiava
- Terra punita

Nella valle tra primo e secondo cerchio abbiamo:
- Terra del prestigio
- Terra intrepida
- Terra dell'efficacia

Al Cocito abbiamo:
- Terra Limpida
- Terra d'attacco
- Terra della vendetta
- Terra del progresso

Infine al Muro del Lamento:
- Terra ragionevole
- Terra incerta
- Terra malvagia
- Terra equilibrata

#### Cavalieri Resuscitati
- Shion dell'Ariete
- Cancer
- Gemini
- Capricorn
- Aquarius
- Fish
- Argor di Perseo[36]
- Dante di Cerbero[36]
- Capella di Auriga[36]
- Dedalus della Mosca[36]
- Argetti di Ercole[36]
- Orione del Cane Maggiore[36]
- Eris della Lucertola[36]
- Moses della Balena[36]
- Babel del Centauro[36]

### Specter di Next Dimension
- Chagall della Viverna (Giudice dell'Inferi) - Stella Stella del Cielo Furioso.
- Suikyo di Garuda (Giudice dell'Inferi) - Stella del Cielo degli Eroi
- Veemer del Grifone (Giudice dell'Inferi) - Stella del Cielo Nobile
- Mehaan di Frog - Stella della Terra Abnorme
- Worm - Stella della terra nascosta
- Gargoyle - Stella della terra oscura
- Nyan - Stella del Cielo di Mezzo
- Giulietta di Papilon - Stella della Terra Misteriosa.
- Sempre in Next Dimension, si sono visti anche una trentina di specter minori, alcuni identici alla serie classica, mentre alcuni del tutto nuovi, di cui però non conosciamo il nome né la stella, che vengono uccisi nei cruenti duelli al Santuario di Atena.
- Si sono visti inoltre numerosi soldati Skeletons.

### Specter esclusivi di Lost Canvas
Nota: la maggioranza degli Specter apparsi nelle serie Lost Canvas sono già apparsi nella serie classica. Qui sono riportati solo quelli inediti in ordine d'apparizione.
- Kagaho di Bennu, Stella del Furia Celeste
- Fedor della Mandragola, Stella della Ferita Celeste
- Byaku del Negromante, Stella dello Spirito Celeste
- Etwart della Silfide, Stella del Volo Terrestre
- Cheshire di Caith Sit, della Stella della belva Terrestre
- Violate di Behemot, Stella della Solitudine Celeste[37]
- Gregor del Genbu[38], stella dell'espulsione celeste
- Tokusa di Hanuman, Stella del Cielo Intelligente
- Yoma di Mefistofele, Stella del Principio Celeste
- Partita di Owl, Specter non regolare.

#### Kageboshi
Kageboshi (地鎮星 影法师?, Chichinsei Kagebōshi) è uno Specter apparso nel gaiden dedicato ad Asmita, appartenente alla Stella dell'Oppressione Terrestre. Viene incaricato da Atavaka di vagare per il mondo sotterraneo, alla ricerca di anime che in qualche modo sono riuscite a mantenere la loro coscienza dopo la morte, in modo che possano essere reclutate nell'esercito di Ade come Skeletor. Ha un breve scontro con Asmita, quando questi salva una persona che stava per essere torturata dagli Skeletor. Dopo aver sconfitto questi ultimi, Kagebōshi attacca Asmita, ma finisce per incorrere nella stessa sorte del suoi subordinati.
In linea con i temi buddisti del Gaiden di Asmita, la sua Surplice rappresenta un monaco buddista.

#### Luco della Driade
Luco della Driade (天立星 ドリュアス ルコ?, Tenryūsei Doryuasu Ruko) è uno Specter apparso nel gaiden dedicato ad Albafica, appartenente alla Stella dell'Ascensione Celeste. È il fratello minore di Lugonis, maestro di Albafica e precedente Cavaliere dei pesci. Viene sconfitto dallo stesso Albafica prima della riunione dei Cavalieri d'Oro.
In combattimento è in grado di manipolare la vegetazione a suo vantaggio; in particolare, Luco basa i suoi poteri sul mughetto bianco, il quale è capace di contrastare i veleni (curando coloro che ne sono contaminati), rendendo inefficaci le rose del Cavaliere della 12ª casa; inoltre coloro che hanno subito la cura di Luco possono essere asserviti alle schiere di Ade, diventando Skeletor (se uomini) o le donne incappucciate (che in questo manga alternativo sono apparse al servizio di Pandora, Violate e come aiutanti di Lune nella trascrizione della storia umana). I suoi colpi sono Curse of Lily (blocca l'avversario con delle radici che spuntano da sotto i suoi piedi) e Land of Lily (attraverso un mugetto bianco Luco avvelena l'avversario).

#### Wimber del Pipistrello
Wimber (地察星バットのウィンバー?, Chisatsusei Batto no Winbā) è uno degli assassini personali di Pandora, appartenente alla Stella del giudizio terrestre ed il suo simbolo è un pipistrello (bat in originale). È doppiato da Tōru Nara nella versione giapponese e da Luca Sbaragli in quella italiana.
Wimber viene introdotto come uno degli assassini di fiducia di Pandora, che viene mandato insieme a Cube dalla comandante dell'armata infernale al Santuario per uccidere Tenma.
Giunti al Santuario, Wimber utilizza il suo attacco per sopire il cavaliere di Pegaso e gli altri abitanti, ma mentre stava per sferrare il colpo di grazia, viene fermato da Hasgard del Toro. Ha così luogo lo scontro tra lo Specter e il cavaliere d'oro, ma grazie ad un colpo suicida del Cavaliere viene eliminato insieme a Cube.
Il suo attacco si chiama Nightmare Sonar (ナイトメアソナー?, Naitomea Sonā): Wimber utilizza una moltitudine di pipistrelli che volano nell'aria emettendo ultrasuoni in grado di attaccare direttamente il sistema nervoso del nemico, stordendolo e facendogli perdere i sensi.

#### Veronica di Nasu
Veronica (天究星ナスのベロニカ?, Tenkyūsei Nasu no Beronika) è lo Spettro appartenente alla Stella della Ricerca Terrestre, il suo simbolo è una mosca, ma viene indicato col nome di nasu, termine che nella religione zoroastriana indica ciò che è considerato impuro e negativo, in quanto nello zoroastrismo essa era considerata una creatura creata da Angra Maniyu, il dio del male. È doppiata da Takehito Koyasu nella versione giapponese e da Alessandro Capra nella versione italiana.
Malgrado il suo nome, l'abito da suora privo di crocifisso e l'aspetto, Veronica è un uomo che sembra però una donna (come dimostra la voce molto profonda scelta nell'anime per il personaggio).
In quanto custode della foresta da morte ha ricevuto dal dio Tanato parte dei suoi poteri rappresentati dalla stella nera che ha sulla fronte, uguale a quella del Dio, tra cui il controllo di zombie e delle varie creature che popolano la foresta ed un corpo praticamente immortale. Caratterialmente Veronica è una persona spietata e vigliacca, poiché lascia che siano gli esseri che manovra (zombie, le creature della foresta e mosche) a combattere al posto suo ed ama giocare con i sentimenti dei suoi nemici. Considera la putrefazione come un momento bello.
Viene ucciso da Manigoldo del Cancro, che scoperto il segreto del corpo immortale di Veronica, il Cavaliere d'Oro riesce a separare il corpo dello Spettro dalla sua anima, per poi bruciare quest'ultima con la Celeste fiamma dello Tsei-she-ke.
Il suo attacco, chiamato Burial Fort (ブライアル・フォート?, Buraiaru Fōto, lett. Luogo di sepoltura), consiste nel far marcire una larga porzione dell'ambiente circostante, che via via si espande sempre di più, facendo decomporre così anche i nemici.

### Altri

#### Atavaka
Atavaka (アタバク?, Atabaku) è uno Specter presente del Gaiden di Lost Canvas dedicato ad Asmita. Non sembra soggetto all'autorità di Pandora. Si tratta di un illuminato che, in una vita precedente, raggiunse l'8° senso prima della morte e quindi ebbe il potere di evitare di essere imprigionato nel regno dei morti e di reincarnarsi liberamente a propria scelta. Nella sua ultima vita è rinato in un umano adatto a diventare Specter, con l'unico scopo di poter entrare da vivo nel regno dei morti tramite la Surplice e da li iniziare il suo piano: divorare tutte le anime che vi sono per accumulare più potere degli dei stessi e sottometterli alla verità universale a cui è giunto a consapevolezza con l'illuminazione. Durante la battaglia col Cavaliere della Vergine si rivela un avversario tale che nemmeno col comune Tenbu Hōrin è possibile sconfiggerlo, così Asmita ricorre a tutte le sue forze per compiere l'impossibile: privare Atavaka dell'8° senso e obbligarlo forzatamente al ciclo delle reincarnazioni naturali.
Il suo nome e l'aspetto della sua Surplice (una sorta di demone dotato di più braccia) rimandano all'omonima figura di Atavaka, un demone della mitologia buddista responsabile dell'uccisione di innumerevoli bambini, divenuto poi, grazie proprio all'aiuto di Buddha, capo degli Yakṣa e vassallo di Vaiśravaṇa.
- Maten Muhōrin (魔天無宝輪?): l'unica tecnica mostrata da questo Specter e l'antitesi del Tenbu Hōrin di Asmita (rispetto al quale sembra ugualmente potente); Atavaka utilizza le anime da lui imprigionate per confinare il nemico in una dimensione alternativa e privarlo dei sei sensi, rendendolo alla stregua di un vegetale.